# Ампелографія
Ампелогра́фія (грец. αμπελος — виноград і γραφω — пишу) — наука про види і сорти винограду. 
Основним завданням ампелографії є виявлення найцінніших сортів. 
Розрізняють ампелографію загальну і спеціальну. 
Загальна ампелографія займається систематикою рослин родини виноградних, вивченням походження сортів, їхньої мінливості та поширення, а також класифікацією сортів. 
Спеціальна ампелографія включає ботанічний опис, агробіологічну і господарсько-технологічну характеристику сортів та їхнє районування. 
Сорти винограду вивчаються у виробничих умовах, у дослідних установах і спеціальних ампелографічних колекціях. 
В СРСР найбагатші ампелографічні колекції має Всесоюзний науково-дослідний інститут виноробства і виноградарства «Магарач» (Крим). 
В культурі відомо понад 4 тисячі сортів, в тому числі в СРСР близько 2 000, включаючи 1 200 місцевих.
Як самостійна галузь прикладної ботаніки Ампелографія оформилася на початку XIX століття. Наукові основи ампелографії були закладені випробувачем ампелографом Симоном де Рохас Clemente (1806) у творі «Досвід вивчення сортів винограду, що виростають в Андалузії». Вперше термін ампелографія застосував польський учений-природодослідник Філіп Яків Сакс (1661), якого вважають засновником ампелографії. У 1873 у Відні була заснована Міжнародна ампелографічна комісія встановила однакову систему для опису сортів винограду, надалі прийняту всіма ампелографами. 
Ампелографія ділиться на загальну, що вивчає питання систематики родини виноградних, походження, розповсюдження та зміни видів і сортів, методику ампелографічних досліджень, і приватну, що включає ботанічний опис сортів і клонів (клон - генетично однорідне вегетативне потомство однієї особи) винограду, їх біологічну та господарську характеристику http://growing-grapes.ru/ua/choice-variety-grape.html [Архівовано 21 грудня 2016 у Wayback Machine.]